# Richard Garfield
Richard Garfield (Nueva York, 1963) es un profesor de matemáticas y diseñador de juegos estadounidense. Ha diseñado juegos de cartas como Magic: el encuentro, Netrunner, Battle Tech, Vampire: The Eternal Struggle (originalmente conocido com jyhad), El Gran Dalmuti, La Guerra de las Galaxias el Juego de Cartas Coleccionables y el juego de mesa RoboRally. Magic: el encuentro es su juego más exitoso y su desarrollo lo acreditó como el creador del género de juegos de cartas coleccionables.

## Biografía
Garfield diseñó su primer juego cuando era un adolescente. Tenía un gran rango de intereses, incluyendo el lenguaje y las matemáticas. En 1986 se graduó como licenciado en matemáticas y computación. Entró a los Laboratorios Bell y trabajo allí por un par de años, pero luego decidió continuar con sus estudios y entró a la Universidad de Pensilvania en Filadelfia.
Comenzó a diseñar un juego llamado Magic: el encuentro cuando aún era un estudiante en los años 80. Un grupo de ensayo del juego de la "costa este", conformado en su mayoría por estudiantes de Pensylvania, se formó alrededor del desarrollo del juego. Mientras buscaba un editor para el juego RoboRally, se encontró con Peter Adkinson de la recién fundada Wizards of the Coast. Adkison aceptó publicar su juego de mesa y expresó su interés en un juego como Magic, en que los juegos duraran poco tiempo.
Garfield obtuvo un doctorado en Matemática Combinatoria en Pensilvania en 1993. Se convirtió en profesor de Matemáticas en la Universidad de Whitman en Walla-Walla, Washington.
Magic: el encuentro se volvió tremendamente popular luego de su lanzamiento en 1993. Garfield dejó la academia para entrar a Wizards of the Coast como diseñador de tiempo completo en junio de 1994. Después del ascenso del juego, Richard se fue a vivir a Kennewick, Washington.
«Richard Garfield, Ph.D.» es también el nombre de una carta del set de broma Unhinged de Magic: el encuentro. Este tema había sido previamente explorado con la carta «Phelddagrif», un anagrama de «Garfield, Ph.D.».
Garfield todavía contribuye esporádicamente a Magic: el encuentro, recientemente como parte del equipo que diseño la expansión de Ravnica en el 2005, y más recientemente en Innistrad en el 2011
Garfield ha creado tres cartas de Magic, celebrando eventos de su vida: Una carta llamada simplemente «Proposal» (las cartas solo fueron hechas en inglés) fue usada para su propuesta de matrimonio a Lily Wu durante un juego de Magic. Su texto dice: «Permite a Richard proponerle matrimonio a Lily. Si la propuesta es aceptada ambos jugadores ganan; mezclan las cartas en juego, mezclan las bibliotecas y los cementerios como un solo mazo compartido». Es popularmente creído que le tomo cuatro juegos robar la carta a Richard, pero la propuesta fue finalmente aceptada. Nueve copias de la carta fueron hechas, y se le obsequiaron a colegas y amigos. Aparentemente una de las cartas fue robada.[cita requerida]
Las otras dos cartas «Splendid Genesis» y Fraternal Exaltation conmemoran el nacimiento de sus dos hijos. Ambas cartas fueron impresas de la misma manera que todas. Varias copias de las cartas fueron dadas a amigos y asociados y son consideradas de extrema rareza entre los coleccionistas.
Existe una regla comúnmente aceptada entre los fanes de Magic: el encuentro, y es que si Richard Garfield altera personalmente una carta con su mano, el cambio es permanente para esa carta en particular. Esto ha desatado varias leyendas urbanas. El hecho de que Garfield posee poderes de dios en el universo de Magic es inmortalizado en la carta, «Richard Garfield, Ph.D.»